# Naatlo sutila
Naatlo sutila är en spindelart som beskrevs av Jonathan Coddington 1986. Naatlo sutila ingår i släktet Naatlo och familjen strålspindlar. Inga underarter finns listade i Catalogue of Life.